# Osiedle Staromieście
Osiedle Staromieście – osiedle nr X miasta Rzeszowa. Dnia 1 stycznia 2010 r. liczyło 3109 mieszkańców, a według stanu na dzień 10 maja 2019 r. osiedle zamieszkiwało 4996 osób. Według stanu na 31 października 2019 r. osiedle liczyło 5146 mieszkańców, natomiast dnia 18 lutego 2021 r. osiedle liczyło 5425 mieszkańców. W znacznej mierze pokrywa się z dzielnicą Staromieście.